# André Bellessort
André Bellessort, né le 19 mars 1866 à Laval et mort le 22 janvier 1942 à Paris, est un poète et essayiste français.

## Biographie
Né en 1866, petit-fils d'instituteur, fils d'un professeur de collège devenu principal, il suit le parcours de son père : de 1872 à 1875 au lycée de Laval, au collège universitaire de Lannion de 1875 à 1881. De retour au lycée de Laval en 1881, il y effectue sa philosophie, puis sa seconde année de rhétorique, sous la direction d'Émile Trolliet.
Il étudie à partir de 1883 au lycée Henri-IV, où il se fait remarquer par son esprit d'indépendance[réf. nécessaire]. Après avoir échoué à deux reprises au concours d'entrée à l'École normale supérieure (1885 et 1886), il passe l'agrégation des lettres, à laquelle il est reçu 12e en 1889.

## Professorat
Jeune professeur de 23 ans, il débute au lycée de Nice (1889), puis au lycée de Bordeaux (1892), de Poitiers (1893), du Mans (1895), et au lycée du Parc à Lyon (1896), où il côtoie Édouard Herriot. En 1899, il est au lycée Janson-de-Sailly, où il a notamment pour élève Jacques de Lacretelle, avant d'être nommé en 1906 au lycée Louis-le-Grand à Paris, où il succède à Émile Mâle en hypokhâgne, classe où il enseigne le français et le latin durant près de vingt années, jusqu'en juillet 1926.
Classé au rang des « éveilleurs » par Jean-François Sirinelli dans son livre sur les khâgnes de l'entre-deux-guerres, il était connu pour son excentricité dans la tenue de ses cours. Les témoignages recueillis, de tonalité généralement positive (« le professeur dont nous n'oublierons jamais le nom est André Bellesort, [...] il nous subjuguait [...] »), sont parfois plus contrastés (un ancien élève lui reproche ses « tirades réactionnaires » et un « antisémitisme odieux »). Pour corriger des copies : d’un volumineux paquet il en extrayait une, qu’il lisait et décortiquait en classe ; les autres n’avaient qu’à en induire une critique de leur propre prose. Il préparait aussi ses traductions pour la collection « Budé » en classe, en utilisant les suggestions des meilleurs latinistes placés sous sa férule, et en comparant les traductions de ses prédécesseurs.
Il est évoqué dans Notre avant-guerre de Robert Brasillach, dont il fut le professeur à Louis-le-Grand dans les années 1920 : « Nous arrivions pour la plupart, persuadés qu'Edmond Rostand était un grand poète et Henry Bataille un grand dramaturge. Nous étions des provinciaux attardés. On se tromperait beaucoup en croyant que 1925 était exclusivement adonné au culte des grands hommes de la NRF, et il est sûr en tout cas que la province les ignorait. D'un geste, André Bellessort balayait ces poussières… Sans jamais en avoir l'air, il nous a appris beaucoup de choses. »

## Journaliste et écrivain
Sa vocation d'écrivain s'affirme en classe de rhétorique supérieure au lycée Henri-IV. Il entame alors une carrière de journaliste. Il publie aussi des romans et des poèmes de forme classique, refusant le vers libre.
Il est correspondant pour Le Temps au Chili, puis en Bolivie. Il débute à la Revue des Deux Mondes. En mai 1895, il est envoyé au Japon. De retour de Suède, il décide de traduire Selma Lagerlöf. Il voyage deux reprises à travers l'Amérique du Nord (vers 1900 et en 1914) pour y donner des conférences pour la Fédération des Alliances françaises.
Il alterne entre écriture de poèmes, essais littéraires, et récits de voyages et d'exploration. Il fut un voyageur, journaliste, professeur, critique littéraire et dramatique, notamment au Journal des débats.

## Académie française
En 1935, il est élu à l'Académie française, le même jour que Jacques Bainville et Claude Farrère. Il succède à l'abbé Bremond au 36e fauteuil. Il en est le secrétaire perpétuel de 1940 à 1942.

## Politique
Politiquement monarchiste, il est assez proche de l'Action française : il donne fréquemment des conférences à son Institut et figure aux banquets du Cercle Fustel de Coulanges ; il préside celui de 1936 ainsi que, la même année, une réunion du cercle en hommage à Maurras, alors emprisonné. Il est présenté comme « maurrassien et antisémite ».
Dans les années 1920, alors qu'il écrit pour la revue belge ou le journal Le Gaulois, il soutient diverses idées racistes, antisémites, sexistes ou homophobes. En 1939 et 1940, il est invité de l'École française de Rome pour tenter un rapprochement avec le régime fasciste de Mussolini.
Il participe de 1932 à sa mort en 1942, au journal devenu antisémite Je suis partout et ce durant l'occupation nazie, lorsque ce journal devient collaborationniste. Il fut favorable au pétainisme.

## Décès
Il meurt le 22 janvier 1942 en son domicile dans le 16e arrondissement de Paris. Il était veuf d'Henriette Pesche.

## Œuvres
- Mythes et poèmes, roman, Lemerre, 1894
- Chanson du Sud, poésies, Lemerre, 1896
- Reine Cœur, poésies, Perrin, 1896
- La Jeune Amérique (Chili et Bolivie), Perrin, 1897
- En Escale (de Ceylan aux Philippines), Perrin, 1900, 1927
- La Société japonaise, Perrin, 1902
- La Suède, Perrin, 1912
- Saint François-Xavier, l'apôtre des Indes et du Japon, Perrin, 1917
- Virgile, son œuvre et son temps, Perrin, avant 1923
- Sur les grands chemins de la poésie classique, Perrin, avant 1923
- La Roumanie contemporaine, Perrin, avant 1923
- Études et figures, 1re série, Perrin, avant 1923
- Études et figures, 2e série, Perrin, avant 1923
- Un Français en Extrême-Orient au début de la guerre, Perrin, avant 1923
- Le Nouveau Japon, Perrin, 1918
- Les Journées et les nuits japonaises, Perrin, avant 1923
- Reflets de la vieille Amérique, collection A travers les pays et les livres, Perrin, 1923
- Balzac et son œuvre, Perrin, 1924
- Sainte-Beuve et le dix-neuvième siècle, Perrin, 1927
- Victor Hugo : essai sur son œuvre, Perrin, 1930
- L'Apôtre des Indes et du Japon. Saint François Xavier, Perrin, 1931
- Les Intellectuels et l'avènement de la Troisième République, Grasset, 1931
- La Société française sous Napoléon III, Perrin, 1932
- Athènes et son théâtre, 1934, 1954
- Essai sur Voltaire, Cours professé à la société des conférences, Perrin, 1938
- Sainte Bathilde Reine de France, Albin Michel, 1941
- XVIIIe siècle et Romantisme, Fayard, 1941
- Le collège et le monde, Gallimard, 1941
- Parmi les âmes étrangères, Perrin, 1942
- Virgile, son œuvre et son temps, Perrin, 1943

## Prix
- Prix de poésie de l’Académie française 1895 pour L'Hôtellerie.
- Prix Montyon de l’Académie française 1898 pour La jeune Amérique : Chili et Bolivie
- Prix Bordin de l’Académie française 1902 pour La société japonaise

## Pour approfondir